# Куева-де-лос-Вердес

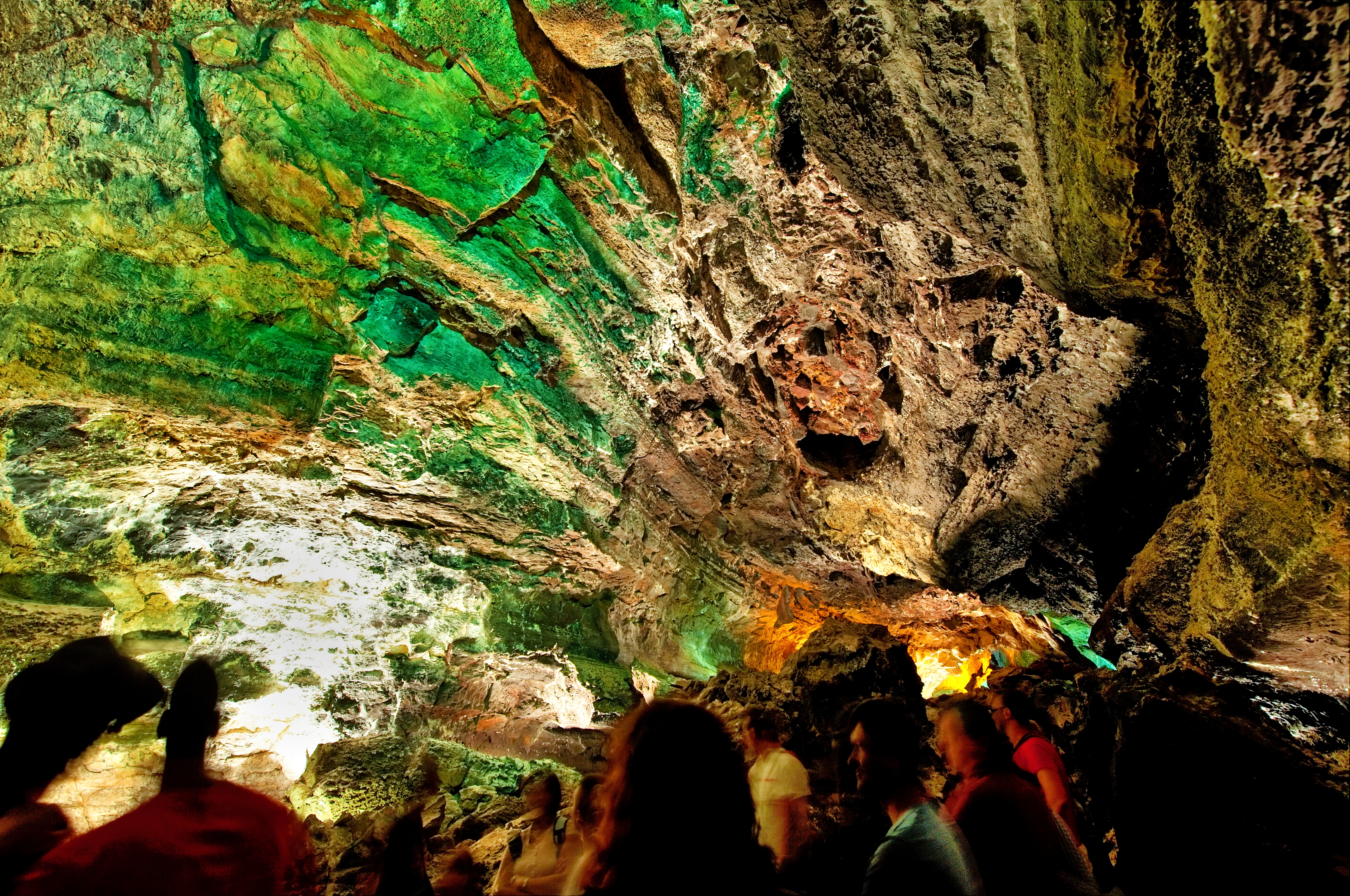

Куева-де-лос-Вердес (ісп. Cueva de Los Verdes) — вулканічна печера на острові Лансароте в архіпелазі Канарські острови (Іспанія). Одна із найбільших у світі вулканічних печер (до 1970-х років вважалася найдовшим вулканічним тунелем світу).

## Утворення
Печера Куева-де-лос-Вердес утворилася в результаті виверження вулкану Корона близько п'яти тисяч років тому. Під час виверження річка рідкої лави пропалила довгасте заглиблення в гірських породах. В той час як знизу лава залишалась ще дуже рідкою і текучою, її зовнішні шари поступово застигали. Таким чином сформувалася своєрідна труба довжиною 6,1 кілометра. В міру того як виверження припинялось, труба спорожнялась від лави, створивши красивий пам'ятка природи.
Горючі гази, що виділялися із лави, з'єднуючись із повітрям, загорялися; під дією високої температури, плавилося склепіння, на стелі печери з'являлися борозни і напливи, подібні до сталактитів. Залишки лави, застигаючи, утворювали велику кількість складок і зморшок, оздобивши підлогу печери хитромудрими візерунками.
Печера простяглася від кратера вулкану Корона до берега Атлантичного океану. Ширина печери — до 24 метрів, найбільша висота — 15 метрів, найглибша частина печери досягає 35 метрів нижче рівня моря, перепад висот — 230 метрів. Температура повітря в печері протягом року постійна — 19°С.

## Використання печери
Ще в XIII столітті Куева-де-лос-Вердес використовувалася гуанчами, що населяли Лансароте, як укриття під час іспанського завоювання. Пізніше населення острова ховалось в печері від корсарських набігів і рейдів работорговців. Туристичною пам'яткою печера стала в 1964 році. Стараннями центра Мистецтв, Культури і Туризму Лансароте в печеру було проведено освітлення. Нині найцікавіша частина Куева-де-лос-Вердес (ділянка довжиною близько кілометра) відкрита для туристів. В печері також розташовується геодинамічна станція.
Туристи входять до печери з лавового плато Маль-Паїс по вузькій стежці через провалля. За високим вхідним отвором тунель веде до моря, потім туристи повертають у вужчий хід і досягають найглибшої частини Куева-де-лос-Вердес. Інтер'єр печери різноманітний і хаотичний: звивисті коридори, де треба нагинатися, просторі зали, тіснини, майже прямі ділянки. Протягом всього шляху відвідувачів супроводжує музика, переходи і зали освітлені. У печері два яруси, верхній більш просторий. Кілька маршів сходами — і ось гості потрапляють в унікальний концертний зал. Це не просто назва, періодично тут і справді проходять концерти. Чудову акустику створюють пористі лавові стіни, не створюючи резонансу. Місткість залу — до 500 чоловік
Нижня ділянка печери називається Хамеос-дель-Агуа, також доступна для огляду. Тут розливається підземне озеро, що живиться солоною водою океану. Склепіння печери частково зруйноване, на ступінчасті тераси падають сонячні промені. На березі підземного озера знаходиться незвичайний печерний ресторан, де туристи можуть випити філіжанку кави.

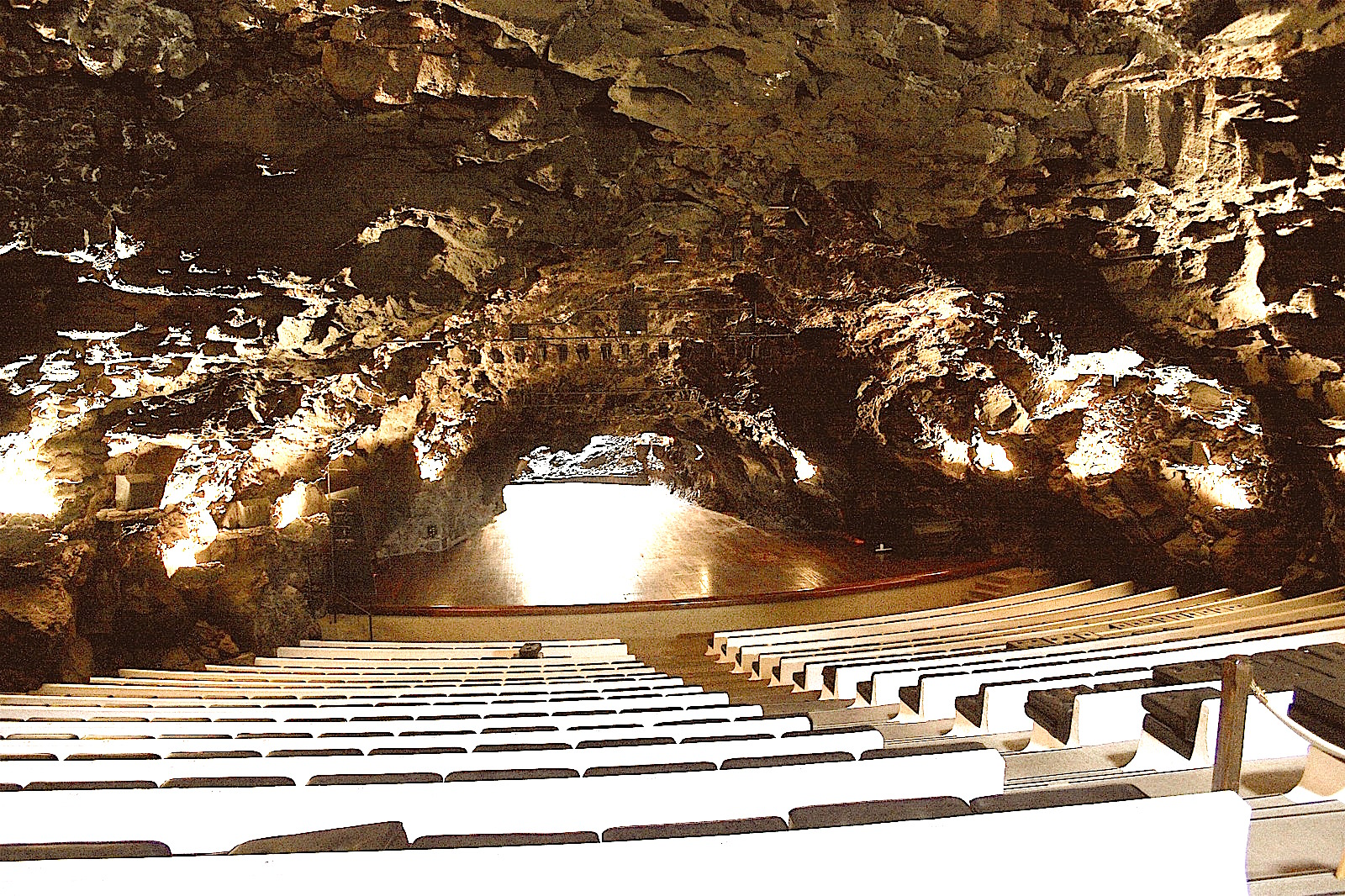
Підземна концертна зала
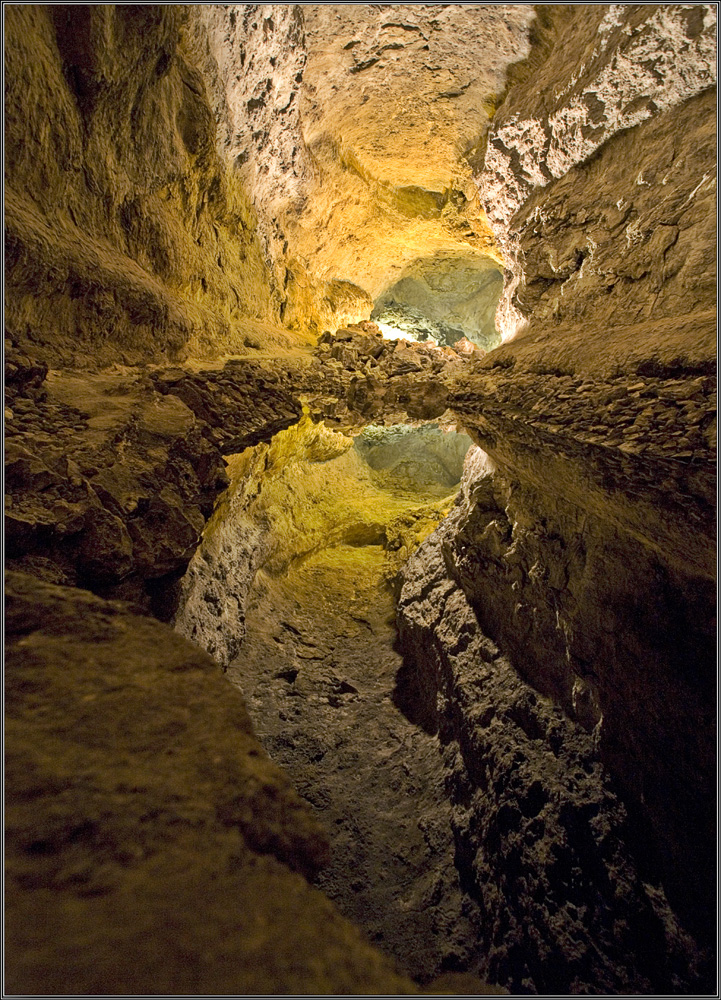
border
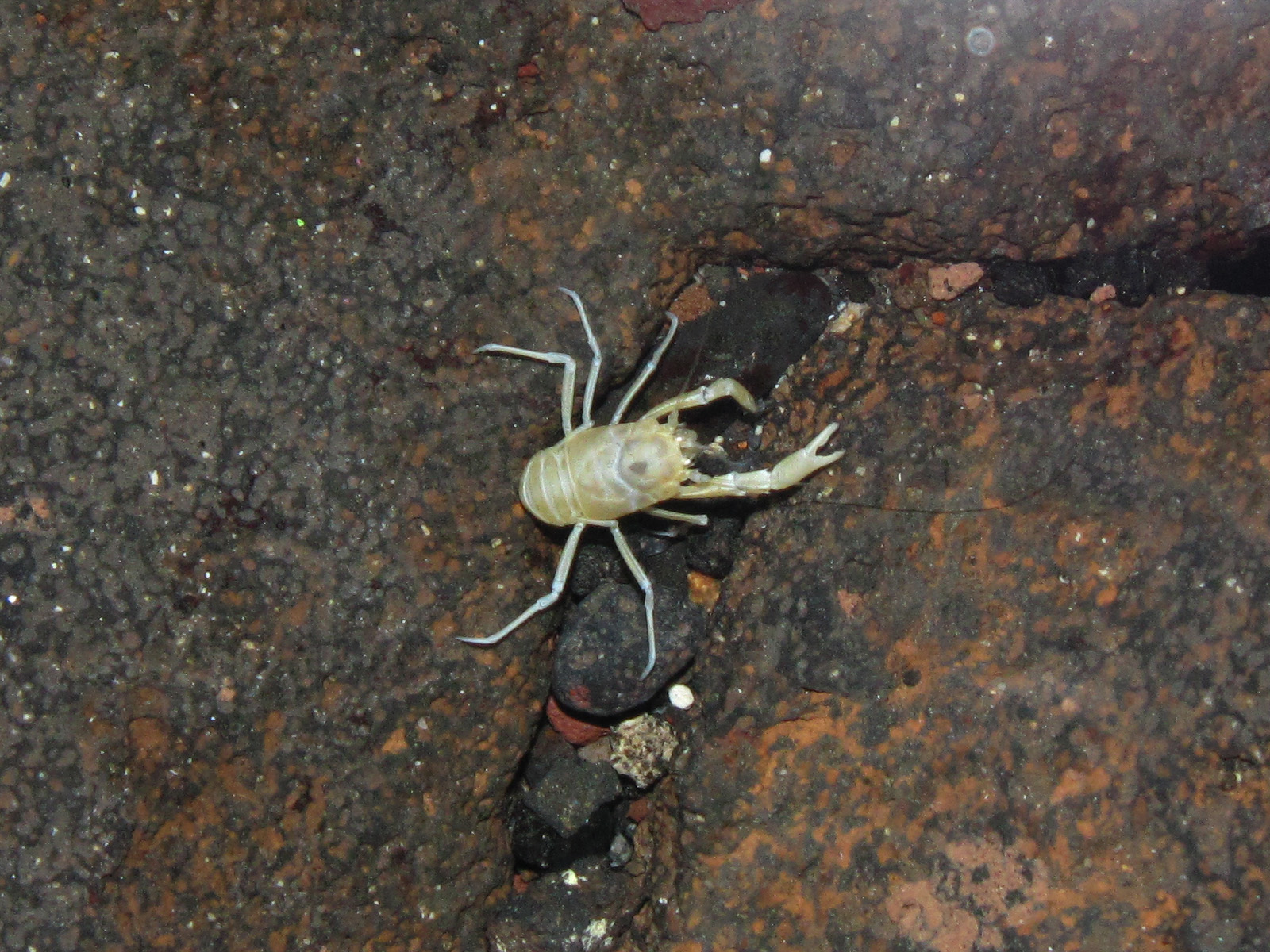
Munidopsis polymorpha

Хамеос дель Агуа — одне з небагатьох місць на планеті, де можна глянути на дуже рідкісного сліпого краба-альбіноса (Munidopsis polymorpha), котрий зазвичай живе глибоко під землею.